# Макки, Джордж
Джордж Х. Макки (англ. George H. McKee; 28 апреля 1923, Пикенс, Южная Каролина, США — 6 января 2015, Потомак-Фолс, Виргиния, США) — американский военный деятель, генерал-лейтенант ВВС США.

## Биография

### Молодые годы
Джордж Х. Макки родился 28 апреля 1923 года в Пикенсе, штат Южная Каролина. Родителями Джорджа были Роджер и Булах Макки, у него были братья Том Кларк и Уэйд, сёстры Элизабет Робертс и Мэри Кейт Морган. Он учился в Парисской средней школе.

### Военная служба
В декабре 1940 года он поступил на службу в Воздушный корпус Армии США и получил назначение на авиабазу «Макдилл» (штат Флорида), а впоследствии на базу «Шанюта» (штат Иллинойс), где в течение следующих двух лет был механиком-инструктором. В декабре 1942 года он был принят в авиационную кадетскую тренировочную программу ВВС Армии США и в сентябре 1943 года получил диплом пилота с присвоением звания второго лейтенанта. В течение следующих нескольких месяцев он участвовал в боевой подготовке экипажей «Boeing B-17 Flying Fortress».
В марте 1944 года Макки был назначен в 569-й бомбардировочный эскадрон Восьмых ВВС на Европейском театре военных действий Второй мировой войны, совершив 35 боевых вылетов над Англией, Россией, Италией и Германией. В том же году Макки женился на Никки Одель Янг (р. 23 июля 1922).
В октябре Макки был переведен на авиабазу «Макдилл», где он стал лётчиком-инструктором на самолётах «Boeing B-17 Flying Fortress» и «Boeing B-29 Superfortress». В октябре 1947 года он был интегрирован в регулярные ВВС — в 49-й бомбардировочный эскадрон 2-й бомбардировочной группы на авиабазе «Девис-Монтен» (штат Аризона), где он служил в качестве командира воздушного судна на самолётах «Boeing B-29 Superfortress» и «Boeing B-50 Superfortress». В апреле 1949 года Макки был переведён на авиабазу «Хантер» в состав 2-й бомбардировочной группы.
В ноябре 1951 года Макки стал операционным офицером 49-го бомбардировочного эскадрона и в июне 1953 года был назначен командиром. В течение этого периода авиаотряд был переоборудован самолётами «Boeing B-47 Stratojet». С июня по октябрь 1955 года он занимал должность начальника по техническому обслуживанию 2-го бомбардировочного крыла. С октября 1955 по июнь 1960 года Макки работал в Контрольном отделе Управления операций Стратегического командования ВВС США, где занимал пост руководителя проекта по развитию командования и управления. В 1958 году он получил степень бакалавра искусств в области образования Небрасского университета в Омахе. В августе 1960 года он был назначен вице-командир 3974-й группы боевой поддержки на авиабазе «Сарагоса» в Испании, а в мае 1962 года стал командиром группы.
После посещения Промышленного колледжа Вооружённых сил с 1963 по 1964 год, он прошёл переучивание на самолёт «Boeing B-52 Stratofortress» на авиабазе «Кастл» (штат Калифорния). В октябре 1964 года был назначен на должность заместителя командира по техническому обслуживанию 97-го бомбардировочного крыла на авиабазе «Блайтвилл» (штат Арканзас). В апреле 1965 года он был переведен на авиабазу «Гранд-Форкс» (штат Северная Дакота), чтобы принять командование 319-м бомбардировочным крылом. В июне 1966 года он вернулся в «Блайтвилл» в качестве командира 97-го бомбардировочного крыла. В июле 1967 года Макки был переведен авиабазу «Рэмей» (территория Пуэрто-Рико), где стал командиром 72-го бомбардировочного крыла.
В июле 1968 года он стал командиром 19-го воздушной дивизии на авиабазе «Карсуэлл» (штат Техас). В июне 1970 года Макки был назначен директором по техническому обслуживанию Офиса заместителя начальника штаба систем и логистики в Штаб-квартире ВВС США (Вашингтон, округ Колумбия). В октябре 1972 года Макки приступил к исполнению обязанностей заместителя начальника штаба по логистике Штаб-квартиры Стратегического командования ВВС на авиабазе «Оффутт» (штат Небраска). В этой должности он отвечал за обслуживание самолётов и ракет, закупки и поставки транспорта и боеприпасов, планов логистики и анализа всей стратегической авиации. В апреле 1973 года он стал начальником штаба Стратегического командования ВВС, став ответственным за персонал штаб-квартиры и контроль за выполнением решений и политики главнокомандующего.
29 сентября 1973 года Макки было присвоено звание генерал-лейтенанта. 1 октября он принял на себя командование Восьмыми ВВС с ответственностью за проведение операций Командования в зоне Западной части Тихого океана и Юго-Восточной Азии. 29 августа 1974 года он ушёл в отставку. В сентябре Макки стал командиром Воздушного тренировочного командования со штаб-квартирой на авиабазе «Рэндольф» (штат Техас). В 1975 году Макки поселился в Лейкленде (штат Флорида).

### В отставке

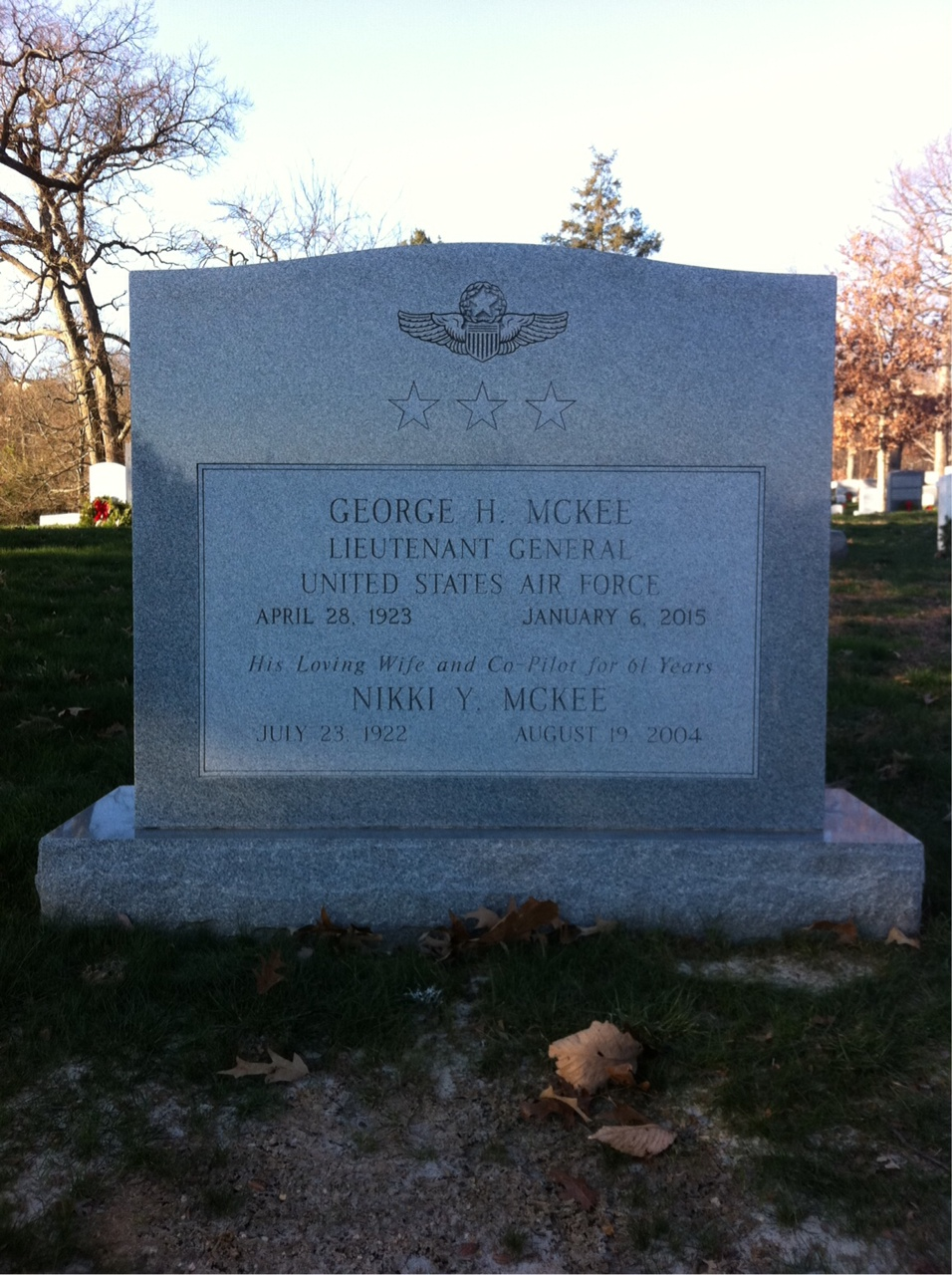
Надгробие на могиле четы Макки

В сентябре 1975 года Макки ушёл в отставку с военной службы. За свою карьеру, будучи командиром воздушного судна он налетал более 8000 часов на различных типах самолётов, но преимущественно на «B-17», «B-29», «B-50», «B-47», «B-52» и «Boeing KC-135 Stratotanker».
В 1978 году президент США Джимми Картер назначил Макки на пост Губернатора Дома солдатов и лётчиков в Вашингтоне (округ Колумбия), куда переехал со своей супругой. На этом посту он оставался при президентах Рональде Рейгане и Джордже Буше, и ушёл в отставку в 1990 году. В обязанности Никки как супруги военного, в это время входили обязанности сопровождения высоких лиц, в том числе трёх президентов.
После того как Никки заболела болезнью Альцгеймера, они переехали в Дом престарелых офицеров ВВС в Потомак-Фолсе, штат Виргиния. Никки скончалась 19 августа 2004 года в возрасте 82 лет после 62 лет брака.

### Смерть и похороны
Джордж Макки скончался 6 января 2015 года в возрасте 91 года в Потомак-Фолсе. После него остались дочь Беверли Уилсон, сын Джордж М. Макки (подполковник ВВС США в отставке), четыре внука и одна внучка, семь правнучек и два правнука, а также сестра Мэри. Поминальная служба состоялась в доме «Фалькон-Ландинг» в Потомак-Фолсе, а похороны прошли на Арлингтонском национальном кладбище.

## Награды
Знаки отличия Макки включают в себя Медаль «За выдающиеся заслуги» ВВС с дубовыми листьями (три), Орден «Легион почёта» с пучком дубовых листьев (два), Крест лётных заслуг и Воздушную медаль с четырьмя дубовыми листьями (пять). Также он был награждён Памятной медалью Пёрл-Харбора, Медалью «За Европейско-африканско-ближневосточную кампанию», Медалью Победы во Второй мировой войне. После отставки, в знак признания умелого руководства и заботливого отношения к членам Дома солдатов и лётчиков, Макки был награждён Медалью за достижения в гражданской службе, Наградой Министерства ВВС за исключительную гражданскую службу, Медалью Министра обороны за выдающуюся государственную службу. Кроме того он являлся обладателем Ордена «Легион почёта» ВВС Испании.